# Gyponana ambita
Gyponana ambita är en insektsart som beskrevs av Delong och Freytag 1964. Gyponana ambita ingår i släktet Gyponana och familjen dvärgstritar. Inga underarter finns listade i Catalogue of Life.